# Černobylská havárie
Černobylská havárie byla havárie Černobylské jaderné elektrárny na severu Ukrajiny (tehdy část Sovětského svazu), ke které došlo 26. dubna 1986. Při pokusu na 4. reaktoru došlo k jeho přehřátí, protavení a výbuchu, při kterém se do ovzduší uvolnily radioaktivní látky. Došlo tak ke kontaminaci okolního prostředí, v omezené míře radioaktivní spad zasáhl značnou část Evropy. Jedná se o dosud nejzávažnější havárii v historii jaderné energetiky.
V časných ranních hodinách v sobotu 26. dubna došlo během technické zkoušky v černobylské elektrárně k abnormálnímu vzrůstu výkonu a následnému prudkému zvýšení tlaku páry v jaderném reaktoru typu RBMK-1000 ve 4. bloku elektrárny. V 01:23:45 moskevského času odhodila mohutná parní expanze víko reaktoru a vyústila v požár, sérii dalších explozí a roztavení reaktoru. Aktivní zóna reaktoru a související bezpečnostní systémy byly okamžitě zničeny nebo těžce poškozeny. Okolí reaktoru bylo kontaminováno radioaktivními úlomky grafitu a palivových tyčí.
Do atmosféry se uvolnil radioaktivní mrak, který postupoval západní částí Sovětského svazu, východní Evropou a Skandinávií do celé severní polokoule. Byly kontaminovány rozsáhlé oblasti Ukrajiny, Běloruska a Ruska. Široké okolí elektrárny, včetně blízkého města Pripjať, bylo evakuováno a změněno v uzavřenou zónu. V období 1986–2000 došlo k přesídlení více než 350 000 lidí. Budova reaktoru byla ještě v roce 1986 obestavěna železobetonovým sarkofágem, který měl zamezit další kontaminaci okolního prostředí. V letech 2010–2019 byl postaven nový kryt, který obklopuje ten původní.
Je obtížné přesně určit počet úmrtí způsobených událostmi v Černobylu – odhady se pohybují od 31 zemřelých (přímo při havárii a do tří měsíců po ní) až po bezmála milion. Dle Dany Drábové, předsedkyně Státního úřadu pro jadernou bezpečnost, se celkový počet lidí, kteří v důsledku havárie zemřeli nebo v budoucnosti mohou zemřít (z celkově postižených 500 tisíc), odhaduje na 4000.
Příčin havárie bylo více: typ použitého reaktoru RBMK, nevhodně provedený pokus a nedostatečná kompetence personálu. K rozsahu následků přispěly nepřipravenost a nevhodné kroky v krizovém postupu řešení následků havárie. Černobylská havárie je jednou ze dvou jaderných havárií ohodnocených podle Mezinárodní stupnice jaderných událostí nejvyšším stupněm sedm (druhou je havárie elektrárny Fukušima I v Japonsku v březnu 2011).

## Elektrárna
Černobylská jaderná elektrárna byla postavena v 70. letech 20. století 15 km severozápadně od města Černobyl, 10 km od hranic s Běloruskem a 110 km severně od Kyjeva. V její těsné blízkosti, tři kilometry severozápadním směrem, bylo v té době vybudováno zcela nové sídlištní město Pripjať, které mělo sloužit především pro pracovníky elektrárny a jejich rodiny. Elektrárna i města Pripjať a Černobyl leží na břehu řeky Pripjať, jež se vlévá do Dněpru. V době havárie byly v provozu čtyři jaderné bloky, každý o výkonu 950 MW elektrické energie (3,2 GW tepelné energie), které dohromady tvořily asi 10 % ukrajinské výroby elektrické energie. Stavba elektrárny začala roku 1972, reaktor č. 1 byl dokončen v roce 1977, následován č. 2 (1978), č. 3 (1981) a č. 4 (1983). Dva další bloky (č. 5 a č. 6, každý také o výkonu 950 MW) byly v době havárie rozestavěny. Všechny čtyři reaktory byly typu RBMK-1000, tedy chlazené obyčejnou vodou a moderované grafitem.

## Havárie

### Plánovaný experiment

Schéma reaktoru RBMK

Na 25. dubna 1986 bylo naplánováno odstavení reaktoru bloku číslo 4 pro pravidelnou údržbu. Bylo rozhodnuto využít této příležitosti k otestování funkce regulátoru magnetického pole rotoru (předešlé zkoušky v letech 1982, 1984 a 1985 skončily neúspěšně). Zkouška měla ověřit, zda v případě současného výpadku zdrojů elektrické energie bude turbogenerátor při svém setrvačném doběhu schopen ještě zhruba 40 sekund napájet hlavní cirkulační čerpadla nezbytná pro chlazení reaktoru. Elektrárna disponovala záložními dieselovými generátory, ale trvalo asi 75 sekund, než po spuštění dosáhly dostatečného výkonu.
Podle plánu experimentu měl být reaktor použit k roztočení turbíny, poté měla být turbína od reaktoru odpojena a měla se dál točit jen vlastní setrvačností. Výstupní výkon reaktoru měl být snížen z normálních 3,2 GW na 700 MW, aby test probíhal při bezpečnějším nízkém výkonu.

### Snižování výkonu reaktoru

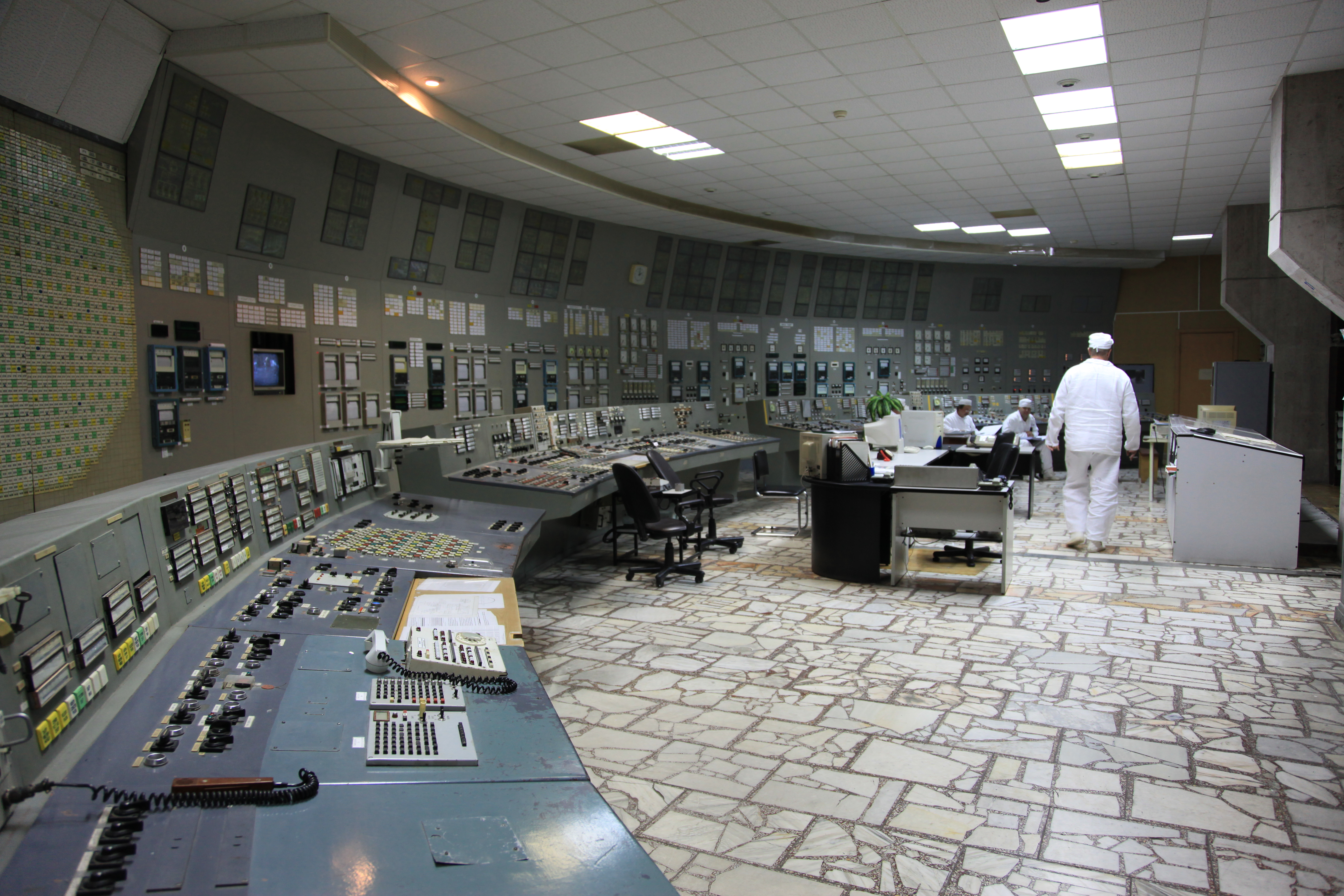
Velín 3. bloku černobylské elektrárny (obdobně vypadal i velín 4. bloku).

Snižování výkonu bylo zahájeno 25. dubna v 1 hodinu po půlnoci. Po 12 hodinách ve 13:05 byl již výkon reaktoru snížen na polovinu a došlo k odstavení prvního turbogenerátoru, nato byl odpojen i systém havarijního chlazení.
Krátce poté však dispečink energetických závodů požádal o udržení stávajícího výkonu bez dalšího snižování. Experiment byl tudíž na téměř 9 hodin pozastaven a mezitím nastoupila nová směna operátorů, nedostatečně obeznámená s probíhajícím děním.
Ve 23:10 bylo zahájeno další snižování výkonu reaktoru. Skutečný výstupní výkon ovšem z neznámých důvodů (pravděpodobně chybou operátora) klesl až k 30 MW. Následkem toho se prudce zvýšila koncentrace neutrony pohlcujícího produktu štěpení – xenonu 135; tento produkt by se normálně při vyšších hodnotách výkonu v reaktoru ihned přeměňoval dále. Tomuto jevu spojenému s přechodným poklesem reaktivity se říká xenonová otrava reaktoru. Po dobu mnoha hodin nedovolí obnovit činnost reaktoru, dokud nedojde k samovolnému rozpadu izotopu. V experimentu by nebylo možno pokračovat a reaktor by musel zůstat nějakou dobu mimo provoz. Obsluha se proto snažila zvýšit výkon a udržet reaktor v chodu vysunováním regulačních tyčí. Operátoři přitom měli udržovat tzv. operativní zásobu reaktivity a tento předpis nedodrželi. Nebyli informováni, proč je to důležité, a technicky neměli možnost aktuální zásobu sledovat během experimentu.
Přestože se nedařilo dostatečně zvýšit výkon, obsluha se rozhodla nezastavit reaktor a pokračovat v experimentu při 200 MW namísto plánovaných 700 MW. Kvůli přemíře neutrony pohlcujícího xenonu 135 byly regulační tyče vysunuty z reaktoru o něco dále, než by bylo při normálním bezpečném řízení přípustné. Jako součást experimentu byla 26. dubna v 1:05 spuštěna hlavní cirkulační čerpadla poháněná turbínovým generátorem (turbogenerátorem); průtok vody takto generovaný překročil meze stanovené bezpečnostní regulací. Průtok se ještě zvýšil v 1:19; a protože voda také pohlcuje neutrony, toto další zvýšení vodního toku si vynutilo dokonce i odstranění manuálně ovládaných regulačních tyčí, což vytvořilo vysoce nestabilní a nebezpečné provozní podmínky. Přesto žádný předpis nezakazoval, aby všechna čerpadla pracovala naplno.

### Vlastní experiment

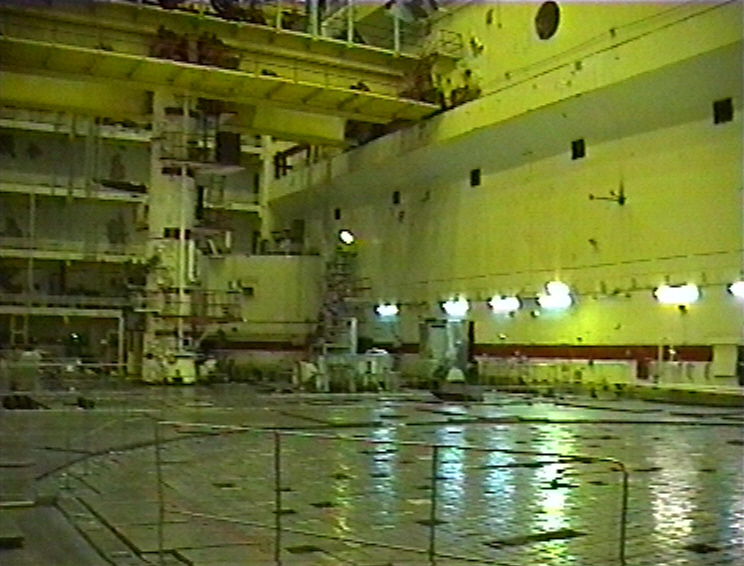
Hala reaktoru (zde 1. blok v roce 2007).

V 1:23:04 začal experiment. Nestabilní stav reaktoru se nijak neprojevil na kontrolním panelu a nezdálo se, že by se kdokoliv z obsluhy reaktoru obával nebezpečí. Operátoři odpojili elektrické napájení oběhových čerpadel, a protože je poháněl turbogenerátor jen setrvačností, průtok  se zmenšoval. Turbína byla odpojena od reaktoru a tlak páry v aktivní zóně reaktoru rostl. Jak se chladicí voda zahřívala, v jejím potrubí se začaly vytvářet kapsy páry. Reaktor typu RBMK se vyznačuje vysokým kladným dutinovým koeficientem, což znamená, že při přeměně vody (která pohlcuje neutrony) v páru se výkon reaktoru prudce zvyšuje a reaktor se stává nestabilnějším a nebezpečnějším.
V 1:23:40 stiskli operátoři tlačítko „AZ-5“ (аварийная защита – havarijní ochrana), které zajišťuje rychlé odstavení reaktoru – kompletní zasunutí všech regulačních tyčí, včetně manuálně ovládaných tyčí, které byly vytaženy dříve. Odstavení reaktoru po skončení experimentu bylo předem plánováno a exploze následovala až jako důsledek zasunutí regulačních tyčí,:s.13 přesný důvod stisku tlačítka ale znám není. Anatolij Stěpanovič Ďatlov, provozní zástupce hlavního inženýra, napsal ve své knize Černobyl. Jak to bylo: „Před 01:23:40 centrální řídicí systém nezaregistroval žádné změny parametrů, které mohly ospravedlnit rychlé odstavení. Komise nashromáždila a analyzovala velké množství materiálů, a jak se vyslovila ve své zprávě, nemohla najít důvod, proč bylo rychlé odstavení spuštěno. Není třeba hledat důvod. Reaktor byl po skončení experimentu jednoduše odstaven.“

### Exploze

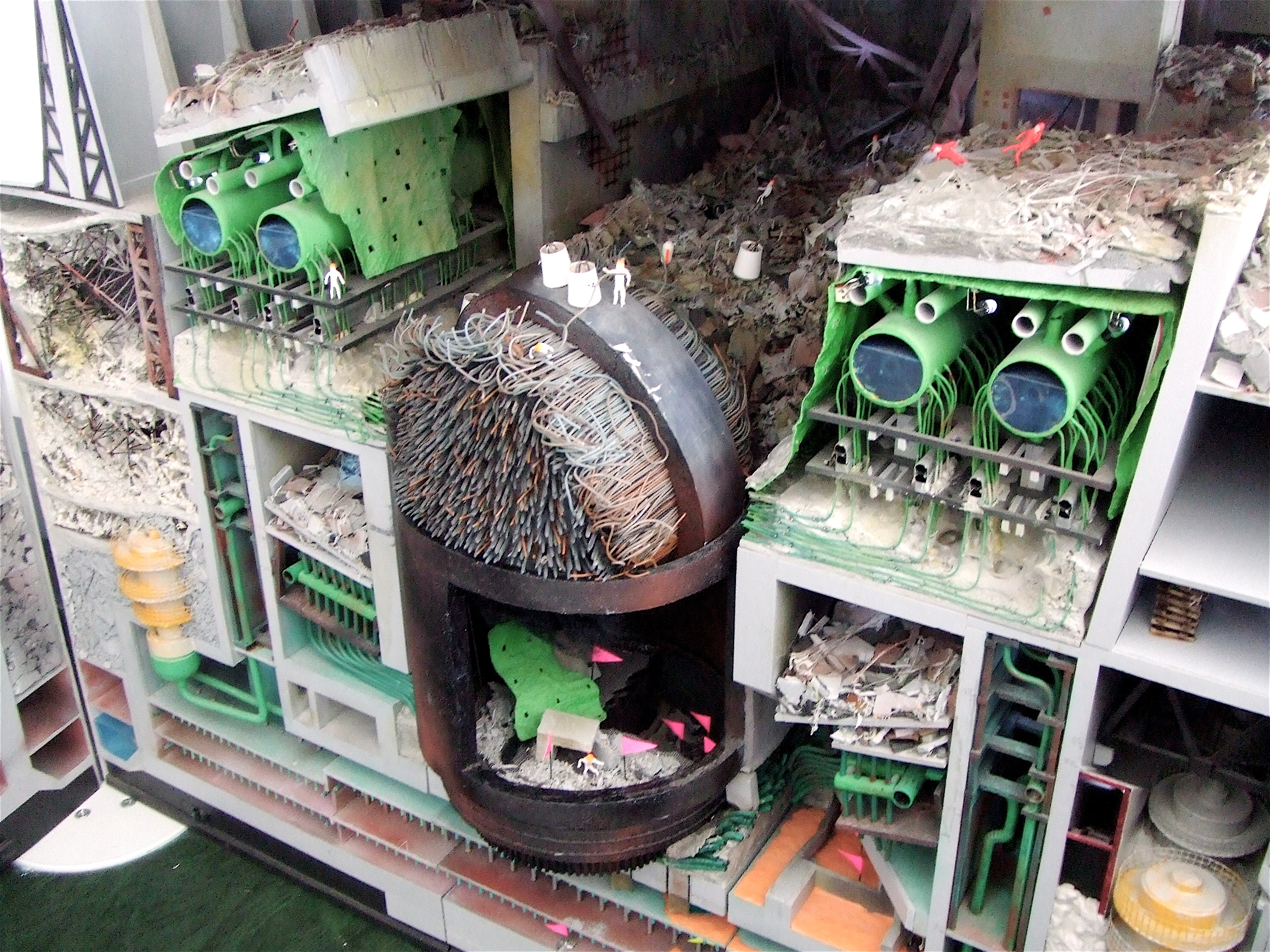
Model zničeného 4. bloku černobylské elektrárny.

Kvůli pomalému mechanismu spouštění regulačních tyčí (18–20 sekund do ukončení operace), jejich specifické konstrukci a dočasnému odpojení chladicího okruhu došlo během spouštění tyčí paradoxně ke zvýšení rychlosti reakce. Zvýšená produkce tepla způsobila deformaci šachet regulačních tyčí. Po zasunutí asi do jedné třetiny se tyče zasekly a nebyly proto schopné zastavit reakci. V 1:23:47 vzrostl tepelný výkon reaktoru na asi 30 GW, tedy desetinásobek normálního provozního stavu.
Prudce zvýšený tlak páry způsobil velkou parní expanzi, která odhodila víko reaktoru o hmotnosti 1 000 t (některé zdroje udávají 2 000 t) a potrhala chladicí potrubí. Po několika sekundách následovala druhá, silnější exploze. Pravděpodobně vybuchl vodík a oxid uhelnatý, vznikající v přehřátém reaktoru reakcí uhlíku s vodní párou. Síla druhé exploze se odhaduje na ekvivalent 10 tun TNT. Došlo ke zničení horních pater a střechy celé haly.
Střecha elektrárny byla pokryta hořlavým asfaltem. Ten se vznítil od žhavých trosek vyletujících z reaktoru. Hrozilo, že se požár rozšíří i na 3. blok. Toto nebezpečí bylo odvráceno za cenu toho, že mnozí z hasičů dostali vysokou dávku radiace. Požár ovšem přispěl k rozptýlení radioaktivního materiálu a celkové kontaminaci vnějších oblastí.

### Okamžité řízení krize
Dopady havárie byly ještě zhoršeny nekompetentností místního vedení a nedostatkem náležitého vybavení. Všechny dozimetry v budově čtvrtého reaktoru kromě dvou měly limit 0,001 R/s, tj. 3,6 R/h. Zbývající dva měly limit 1 000 R/s, ale přístup k jednomu z nich byl zablokován explozí a druhý selhal ihned po zapnutí. V některých částech řídicí místnosti se radioaktivita pohybovala okolo 800 mR/s, v jiných částech byl ale překročen rozsah radiometru. Proto pracovníci směny předpokládali intenzitu kolem 5 R/h, což by jim při legislativním limitu 25 R dalo několik hodin na práci. Skutečná úroveň byla v některých oblastech více než 20 000 R/h; dávka smrtelná v 50 % případů je asi 500 rentgenů). Nízké naměřené úrovně radioaktivity umožnily náčelníku směny Alexandru Akimovovi předpokládat, že reaktor zůstal nedotčen. Důkazy opaku, jako například kousky grafitu a paliva reaktoru ležící kolem budov, byly ignorovány a údaje jiného dozimetru přineseného ve 4:30 byly odmítnuty s tím, že přístroj musí být vadný. Akimov zůstal se směnou v budově reaktoru až do rána a pokoušel se do reaktoru čerpat vodu. Nikdo nenosil ochranný oblek. Většina z nich, včetně Akimova samotného, zemřela na nemoc z ozáření během tří týdnů následujících po havárii.

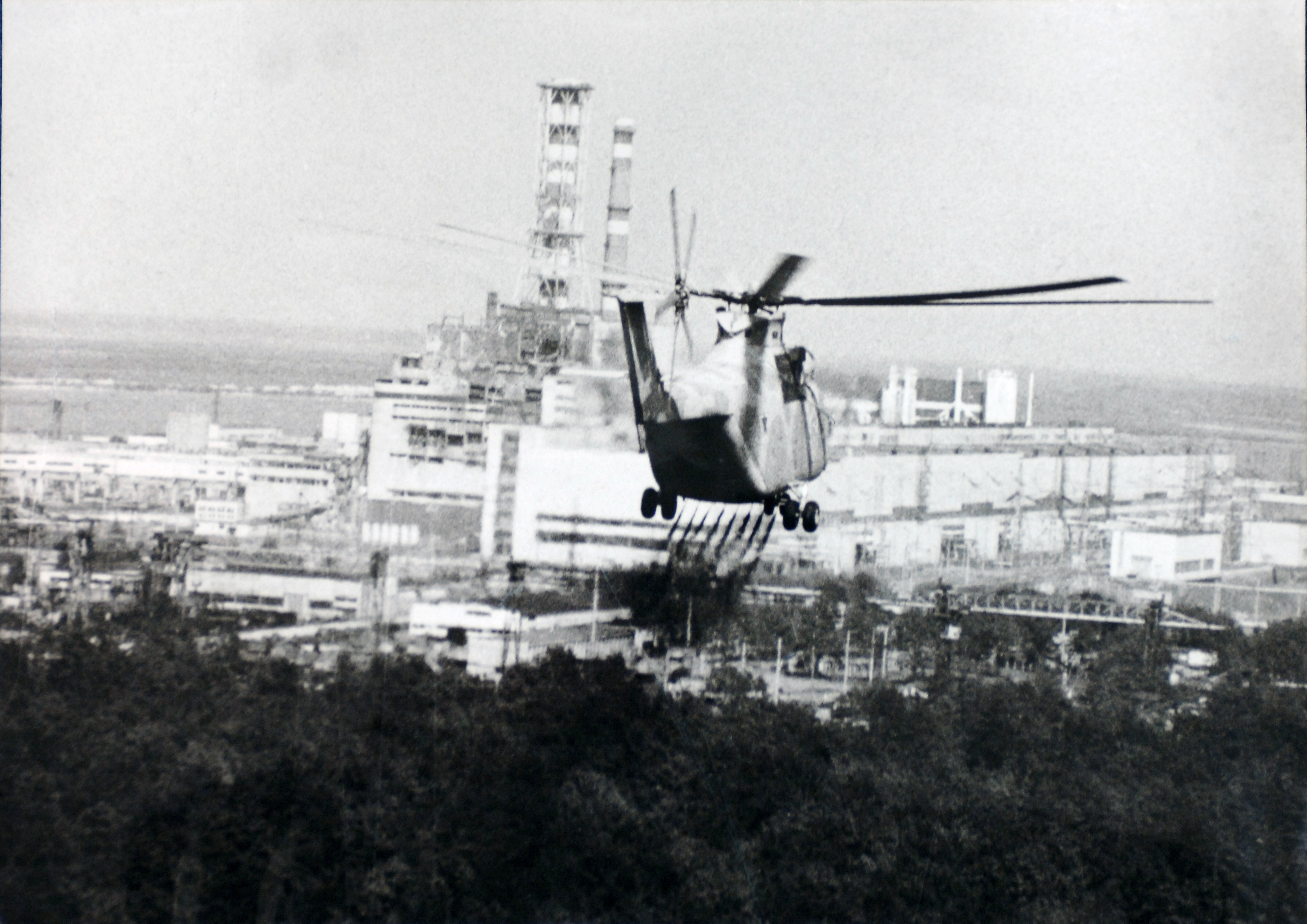
Vrtulník rozprašující dekontaminační kapalinu, červen 1986

Brzy po havárii přijeli hasiči uhasit požár. Nikdo jim neřekl, že sutiny a kouř jsou nebezpečně radioaktivní. Ohně mimo reaktor byly uhašeny v 5 hodin, mnoho hasičů však utrpělo ozáření vysokými dávkami radiace. Vládní komisař určený k vyšetření havárie přijel do Černobylu ráno 26. dubna. V té chvíli byli již dva lidé mrtvi a 52 bylo hospitalizováno. V noci z 26. na 27. dubna – více než 24 hodin po explozi – komisař, konfrontovaný s dostatečnými důkazy o vysoké úrovni radiace a s množstvím případů ozáření, přiznal zničení reaktoru a přikázal evakuaci blízkého města Pripjať.
V neděli 27. dubna v 01:13 a 02:13 byly vypnuty bloky 1 a 2.  V pondělí 28. dubna Sovětský svaz o havárii poprvé informoval v moskevském rozhlasu a přes zpravodajskou agenturu TASS. Ještě 2. května ministr energetiky SSSR A. Majorec uvedl: „Přes nastalou havárii splní stavitelé svůj závazek a uvedou do chodu 5. blok.“
Z vrtulníků bylo na reaktor celkem svrženo 40 tun karbidu boru (karbidu čtyřboru B4C), 800 tun dolomitu, 2400 tun olova a 1800 tun písku a jílu. Únikům radioaktivního materiálu do ovzduší se podařilo zamezit až po devíti dnech od havárie. Aby byl zapečetěn reaktor a jeho obsah, byl kolem něj od června do listopadu 1986 postaven velký železobetonový kryt, přezdívaný „sarkofág“. Sovětská vláda vyslala na místo pracovníky, aby je vyčistili, posbírali radioaktivní trosky vyvržené z reaktoru a umístili je dovnitř budov. Mnoho těchto likvidátorů (členů armády a jiných pracovníků) pracovalo bez dostatečných ochranných pomůcek. 2. října při stavebních a čisticích pracích zavadil vrtulník Mi-8 o lano jeřábu a zřítil se těsně vedle 4. bloku; zahynula celá čtyřčlenná posádka.

### Vyšetřování

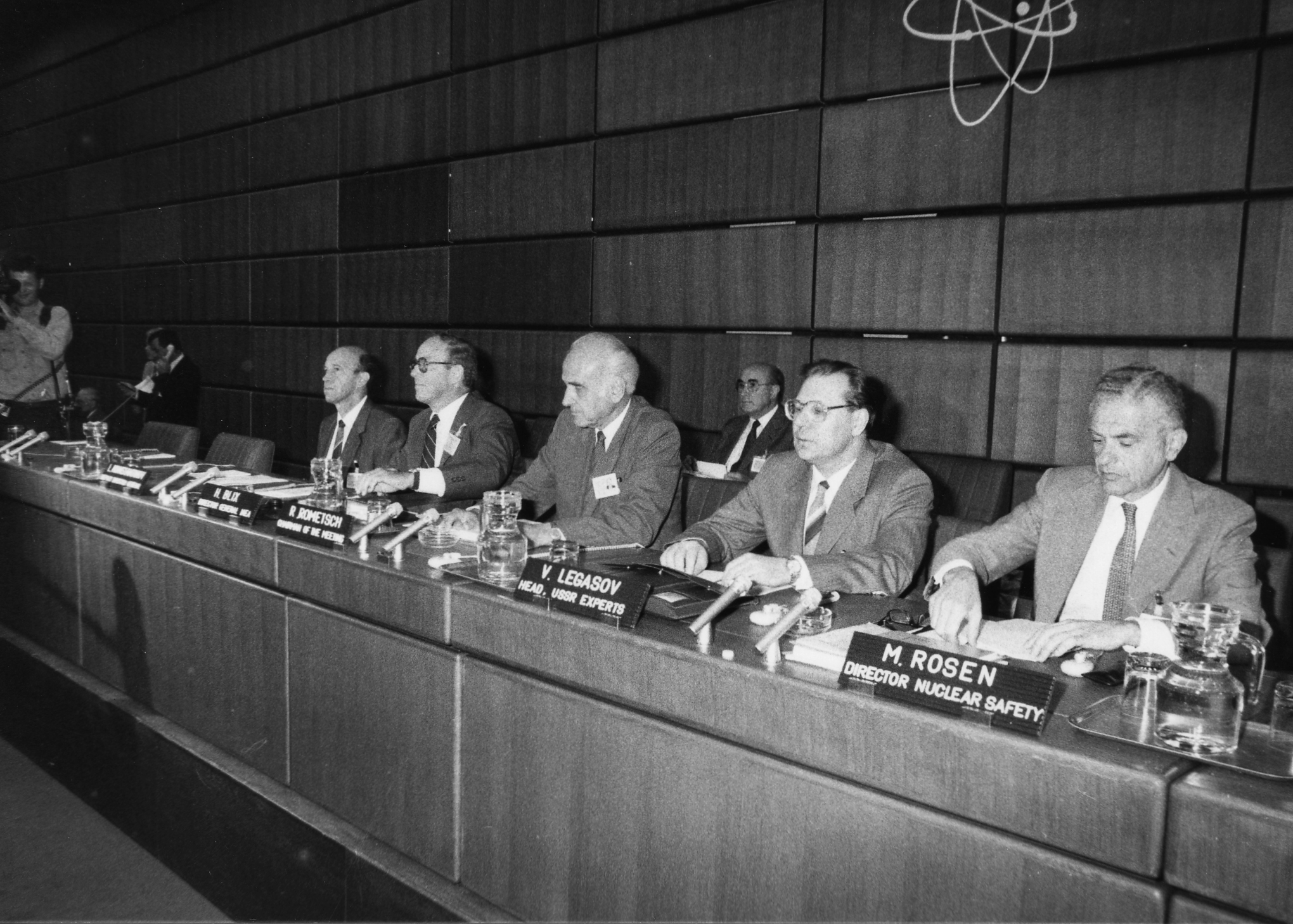
Tisková konference IAEA ve Vídni, 25–29. srpen 1986

Analýza Mezinárodní agentury pro atomovou energii z roku 1986, INSAG-1, označila za hlavní příčinu havárie akce operátorů. V lednu 1993 ale vydala MAAE revidovanou analýzu (INSAG-7, vročeno 1992), v níž vinu přisoudila konstrukci reaktoru, chybám operátorů a obecné kultuře bezpečnosti a regulatornímu rámci v sovětském jaderném průmyslu. INSAG-7 také retrahuje některá tvrzení z INSAG-1, která byla založena na nepravdivých informacích ze sovětské strany.:s.10-12
Dle revidované analýzy INSAG-7 přispěly k nehodě následující faktory:
- „Zařízení, které nesplňovalo bezpečnostní normy platné v době, kdy bylo navrženo, a dokonce obsahovalo nebezpečné funkce;
- Nedostatečná bezpečnostní analýza;
- Nedostatečná pozornost věnovaná nezávislému bezpečnostnímu dohledu;
- Provozní postupy nejsou uspokojivě založeny na bezpečnostní analýze;
- Nedostatečná a neúčinná výměna důležitých bezpečnostních informací jak mezi operátory, tak mezi operátory a projektanty;
- Nedostatečné porozumění bezpečnostním aspektům zařízení ze strany operátorů;
- Nedostatečné dodržování formálních požadavků provozních a zkušebních postupů ze strany operátorů;
- Nedostatečně účinný regulační režim, který nedokázal čelit tlakům na výrobu;
- Obecný nedostatek bezpečnostní kultury v jaderných záležitostech, a to jak na národní, tak na místní úrovni.“[16]:s.24-25

Soud s pracovníky elektrárny proběhl v červenci 1987. Ředitel Černobylské jaderné elektrárny Brjuchanov, hlavní inženýr Fomin a provozní zástupce hlavního inženýra Ďatlov byli odsouzeni na 10 let pracovního tábora. Náčelník směny Rogoškin dostal 5 let, náčelník reaktorového cechu Kovalenko 3 roky, inspektor Gosatomnadzoru Lauškin 2 roky. Všichni byli propuštěni po odpykání poloviny trestu kromě Lauškina, který zemřel ve vězení.

## Bezprostřední následky
| Uzavřené zóny              | více než 40 Ci/km² |
| Nepřetržitě sledovaná zóna | 15—40 Ci/km²       |
| Občasně sledovaná zóna     | 5—15 Ci/km²        |
| Zóna bez pojmenování       | 1—5 Ci/km²         |

Mapa ukazující kontaminaci Běloruska, Ruska a Ukrajiny radioaktivním ^{137}Cs.

Dva pracovníci elektrárny (Valerij Choděmčuk a Vladimir Šašenok) zemřeli v den havárie. 237 lidí bylo ihned po havárii hospitalizováno a u 134 z nich byl diagnostikován akutní radiační syndrom, do 3 měsíců zemřelo 28 z nich. V následujících 10 letech zemřelo dalších 14 (ne nutně v důsledku radiace) z původních 237. Mnozí z obětí byli hasiči a záchranáři snažící se dostat havárii pod kontrolu, kteří nebyli plně informováni, jak nebezpečné je ozáření.
Černobylský 4. reaktor obsahoval asi 190 tun oxidu uraničitého a produktů štěpení. Odhady podílu uniklého materiálu se pohybují mezi 13 a 30 procenty. Kontaminovaný materiál se pohyboval atmosférou v závislosti na počasí. Podle zpráv sovětských a západních vědců dopadlo z kontaminace, která postihla území dřívějšího Sovětského svazu, 60 % na Bělorusko. Rovněž byla kontaminována rozsáhlá oblast Ruské federace jižně od Brjansku a části severozápadní Ukrajiny.
Na počátku byl Černobyl utajovanou katastrofou. První důkazy, že se stala velká jaderná havárie, nepřinesly sovětské zdroje, ale pocházejí ze Švédska. 27. dubna pracovníci Forsmarkské jaderné elektrárny (přibližně 1 100 km od Černobylu) nalezli radioaktivní částice na svém oblečení. Pátrání prokázalo, že problém není ve švédských elektrárnách, což ukázalo na vážný jaderný problém v západní části Sovětského svazu. Ještě 1. května se v Kyjevě konaly obvyklé prvomájové manifestace, neboť obyvatelstvo nebylo o katastrofě informováno. Cyklistický Závod míru (Varšava–Berlín–Praha) byl dokonce v těchto dnech přemístěn z ČSSR na několik etap do Kyjeva, včetně československých reprezentantů (Regec a spol.), letecky.
Oficiálně nebylo informováno o zamoření ani obyvatelstvo tehdejšího Československa, přestože zvýšenou radioaktivitu zaznamenali pracovníci elektrárny Dukovany již v pondělí 28. dubna 1986. V noci z 29. na 30. dubna 1986 zachytili stopy kontaminace ovzduší v rámci běžně prováděných měření, což následně potvrdila data z Krajských hygienických stanic. Největší radioaktivní spad byl díky hustému dešti na Jesenicku a na území Novohradských a Orlických hor. Odhadované dávky ozáření obyvatelstvu však byly poměrně nízké, takže nebyla zahájena žádná zvláštní protiopatření.[zdroj?] Od 1. května 1986 ovšem začal být pravidelně kontrolován obsah radionuklidů v mléce a mléčných výrobcích, později i v pitné vodě, zelenině, obilninách, mase, ale i v krmivu pro dobytek, v houbách a lesních plodech. V Bavorsku bylo kontaminováno maso divočáků, ale srovnatelný efekt měly i vzdálené jaderné testy v 60. letech.

### Pracovníci a likvidátoři
Pracovníky účastnící se obnovy a vyčištění po havárii zasáhly vysoké dávky radiace. Ve většině případů nebyli vybaveni osobními dozimetry měřícími množství obdržené radiace, takže velikost těchto dávek mohli odborníci jen odhadovat. I tam, kde se dozimetry používaly, se dozimetrické procedury lišily. O některých pracovnících se předpokládá, že odhady dávek radiace v jejich případě jsou mnohem přesnější než u jiných. Podle sovětských odhadů se 300 000 až 600 000 lidí účastnilo vyčištění 30 km evakuační zóny kolem reaktoru, ale mnoho z nich vstoupilo do zóny až 2 roky po havárii. (Odhady množství likvidátorů – pracovníků přivezených do oblasti na řízení krize a práce na obnově – se liší; Světová zdravotnická organizace například uvádí sumu 800 000, a také Rusko počítá mezi likvidátory některé lidi, kteří ve skutečnosti v kontaminovaných oblastech nepracovali). V prvním roce po havárii se množství lidí pracujících na vyčištění zóny odhadovalo na 211 000 a tito pracovníci obdrželi odhadovanou průměrnou dávku 165 mSv (16,5 Rem).

### Civilisté

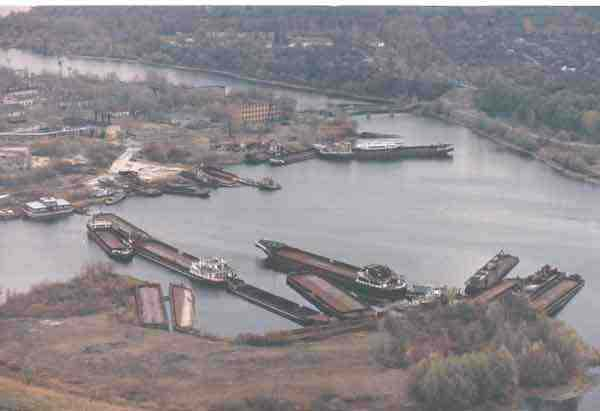
Opuštěné lodě na řece Pripjať

Některé děti byly v kontaminovaných oblastech vystaveny vysokým dávkám až 50 Gy, což zvýšilo výskyt rakoviny štítné žlázy, protože přijímaly radioaktivní jód, izotop s krátkým poločasem rozpadu, z místního kontaminovaného mléka. Několik studií potvrzuje, že výskyt rakoviny štítné žlázy mezi dětmi v Bělorusku, Ukrajině a Rusku prudce vzrostl. MAAE poznamenává, že „1 800 dokumentovaných případů rakoviny štítné žlázy u dětí, kterým bylo 14 a méně let ve chvíli, kdy se stala havárie, je mnohem vyšší hodnota než normálně,“ ale neuvádí očekávanou běžnou úroveň. Vyskytující se typy dětské rakoviny štítné žlázy jsou velké a agresivní, ale podaří-li se je včas rozpoznat, lze je vyléčit. Léčba spočívá v operaci následované aplikací radioaktivního jódu 131 na potlačení metastáz. Tato léčba se dosud jeví úspěšnou u všech diagnostikovaných případů.
Na konci roku 1995 spojila Světová zdravotnická organizace téměř 700 případů rakoviny štítné žlázy u dětí a adolescentů s černobylskou havárií a mezi nimi asi 10 úmrtí připsala radiaci. Na druhou stranu, ze zaznamenaného výrazného nárůstu rakoviny štítné žlázy vyplývá, že je alespoň částečně důsledkem rentgenování. Typická čekací doba radiací vyvolané rakoviny štítné žlázy je asi 10 let; ale zvýšení dětské rakoviny štítné žlázy v některých regionech je pozorováno již od roku 1987. Pravděpodobně se toto zvýšení buďto nevztahuje k havárii, nebo jsme dosud mechanismu stojícímu za ním správně neporozuměli.
Dosud nelze rozpoznat žádné zvýšení leukémie, očekává se však, že bude jasně zaznamenáno v následujících několika letech společně s nárůstem výskytu jiných rakovin, i když pravděpodobně statisticky nerozpoznatelným. Žádné zvýšení připsatelné Černobylu se nepodařilo prokázat u vrozených vad, nepříznivých výsledků těhotenství, ani u jiných nemocí způsobených radiací u obecné populace, ať už v kontaminovaných oblastech, nebo ještě dále.

## Dlouhodobé dopady
Brzy po havárii byl největším zdravotním rizikem radioaktivní jód 131I s poločasem rozpadu 8 dnů. Dnes budí největší obavy kontaminace půdy izotopy stroncia 90Sr a cesia 137Cs, které mají poločas rozpadu kolem 30 let. Nejvyšší koncentrace 137Cs byly nalezeny v povrchových vrstvách půdy, kde jsou absorbovány rostlinami, hmyzem a houbami a dostávají se tak do místního potravního řetězce. Dřívější testy (kolem roku 1997) ukázaly, že v kontaminovaných oblastech množství 137Cs ve stromech stále vzrůstá. Existují důkazy, že se kontaminace přesouvá do podzemních zvodní a uzavřených vodních rezervoárů, jako jsou jezera a rybníky (2001, Germenchuk). Předpokládá se, že hlavním způsobem odstranění kontaminace bude přirozený rozpad 137Cs na stabilní izotop barya 137Ba, neboť vymývání deštěm a povrchovou vodou se ukázalo jako zanedbatelné.

### Globální dopad

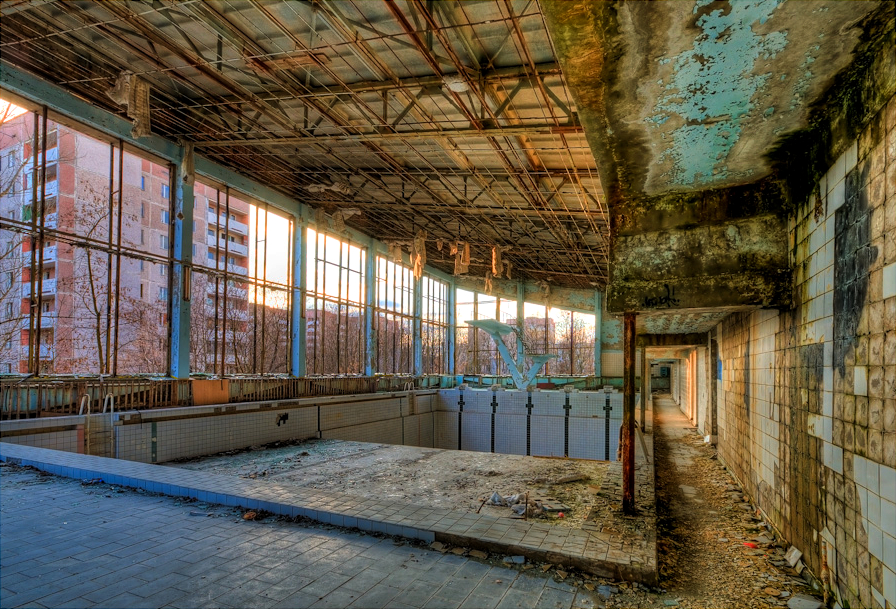
Plavecký bazén Lazurnyj
v opuštěném městě Pripjať

Jak dokládají poznámky MAAE, přestože černobylská havárie uvolnila tolik radioaktivní kontaminace jako 400 bomb z Hirošimy, byl její celkový dopad asi 100× až 1 000× menší než kontaminace způsobená atmosférickými testy jaderných zbraní v polovině 20. století. Lze proto tvrdit, že ačkoliv byla černobylská havárie obrovskou lokální katastrofou, nepřerostla v katastrofu globální.

### Dopad na přírodu
Podle zpráv sovětských vědců na první mezinárodní konferenci o biologických a radiologických aspektech černobylské havárie (konané v září 1990) dosáhla úroveň spadu v 10 km zóně kolem elektrárny až 4,81 GBq/m². Takzvaný „Rudý les“ z borovic, zničený silným radioaktivním spadem, leží v této 10 km zóně a začíná hned za komplexem reaktoru. Název lesa pochází z dnů po havárii, kdy se stromy jevily temně rudé, jak hynuly na následky ozáření. Během vyčišťovacích operací po havárii byla většina z 4 km² lesa srovnána se zemí a spálena. Území Rudého lesa zůstalo jednou z nejvíce kontaminovaných oblastí na světě. Na druhou stranu se ukazuje, že jde o lokalitu bohatou na výskyt mnoha ohrožených druhů, protože není osídlena člověkem. Ale i půda a lesy ze širokého okolí byly zasaženy radioaktivním spadem. Proto i v současnosti trvá hrozba lesního požáru, který by do ovzduší nad Evropu rozšířil radioaktivní prvky.

### Evakuace obyvatel
Sovětští činitelé zahájili evakuaci obyvatel z oblasti Černobylu 36 hodin po havárii. V květnu 1986, o měsíc později, už byli přemístěni všichni, kdo žili v okruhu 30 km kolem elektrárny (asi 116 000 lidí). Celkem bylo na území Běloruska, Ruska a Ukrajiny evakuováno nebo přesídleno v období 1986–1990 118 400 lidí, v období 1991–2000 dalších 232 000 lidí, celkem tedy 350 400 lidí.

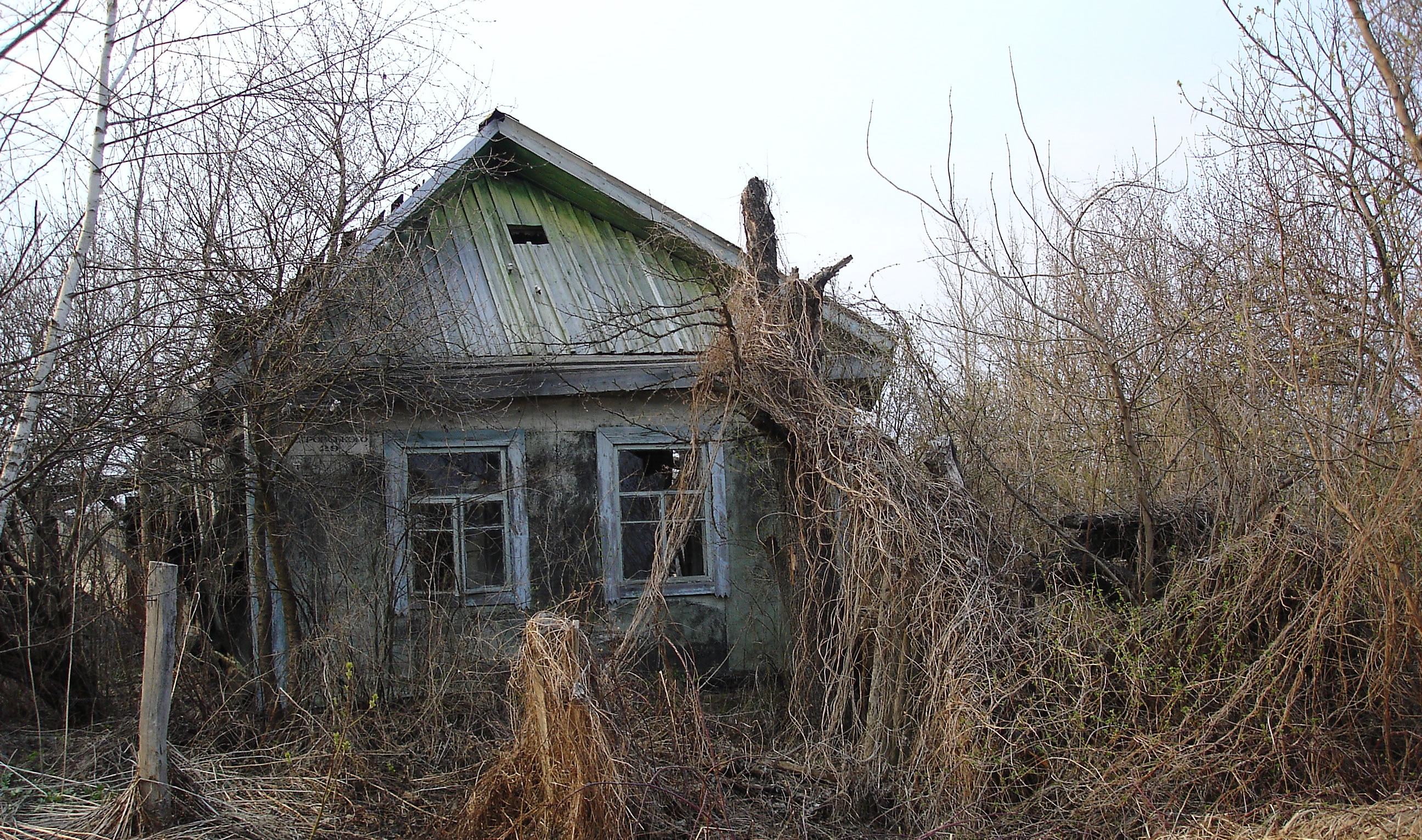
Opuštěná vesnice v uzavřené zóně

Ministerstvo zdravotnictví předpokládá po následujících 70 let 2% zvýšení úrovně rakoviny u většiny obyvatelstva, která byla zasažena (informační zdroje se liší) 5–12 EBq (tj. 5–12×1018 Bq) radioaktivní kontaminace uvolněné z reaktoru.
Podle zpráv sovětských vědců bylo 28 000 km² kontaminováno 137Cs o úrovni vyšší než 185 kBq/m². V této oblasti žilo přibližně 830 000 lidí. Asi 10 500 km² bylo kontaminováno 137Cs o úrovni vyšší než 555 kBq/m². Z této plochy zhruba 7 000 km² leží v Bělorusku, 2 000 km² v Ruské federaci a 1 500 km² na Ukrajině. V této oblasti žije asi 250 000 lidí. Jejich zprávy potvrdil International Chernobyl Project Mezinárodní agentury pro atomovou energii.
Dnes je dříve zcela evakuovaná oblast kolem elektrárny rozdělena na dvě zóny. V té první žije asi 600 starších lidí, kteří se do oblasti dobrovolně vrátili a dostávají peněžní příspěvek od státu, který zajišťuje také dovoz jídla a vody z nezamořených oblastí. Do druhé, tzv. mrtvé zóny mají přístup jen vědci, pracovníci elektrárny a exkurze.

### Dlouhodobé vlivy na civilisty

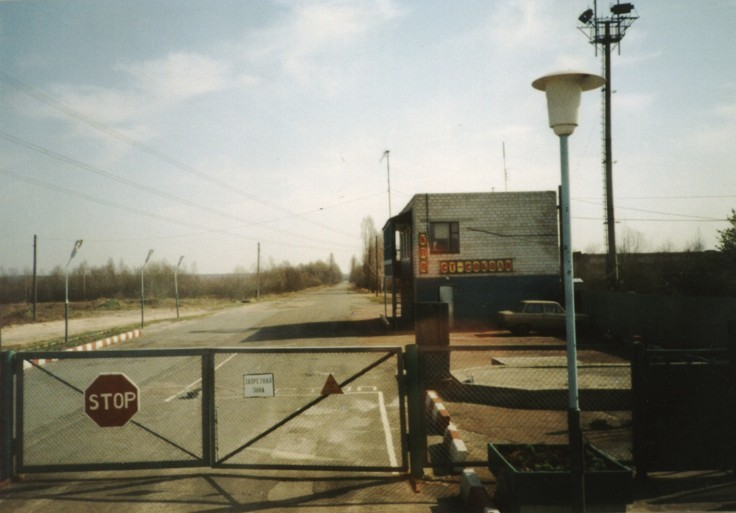
Vstup do opuštěné zóny

Výsledky studií, hlavně udávané počty postižených, se velmi liší podle toho, která organizace je vypracovala. Na nejoptimističtějším kraji spektra se nacházejí zprávy vydávané MAAE. S mírným odstupem následuje WHO, a dále UNSCEAR (komise OSN pro studium efektů radiace), které uvádějí větší počty postižených, ale zůstávají řádově stejné. Řádově vyšší počty postižených uvádějí studie postsovětských výzkumníků, studie německé sekce organizace lékařů pro zamezení jaderné válce (IPPNW) a německé společnosti pro radiační ochranu (GfS), a studie vypracované pro stranu Zelených, či Greenpeace.

#### První studie: nejméně 30 000 zemře
Zpráva SSSR (Legasov, 1986) vypracovaná pro Vídeňskou mezinárodní konferenci v srpnu 1986 odhaduje počet lidí, kteří zemřou rakovinou způsobenou izotopy radiocesia na 30 000 až 40 000.
MAAE označila předpověď za extrémně nadhodnocenou a stanovila max. počet na 25 000, pak na 10 000 a 5 100. Autor studie, profesor Valerij Legasov, byl 26. dubna 1988, na 2. výročí katastrofy, nalezen oběšený. 

#### 11 let poté: chronické ukládání Cs-137
V roce 1997 tým profesora Juryje Bandažeuského, patologa a ředitele zdravotního centra v běloruském kraji Homel, studoval aktivitu radiocesia v tělech zemřelých osob, a jejich potravě z této zemědělské oblasti. Hlavní poznatky ze studie jsou:
- Koncentrace radiocesia v místní zelenině, mléku, a zejména lesních plodech roste, a jejich konzumenti jsou těžce zamoření.
- Děti do 6 měsíců jsou nejpostiženější, aktivita radiocesia je až 11 000 Bq/kg ve slinivce, 6 250 Bq/kg ve štítné žláze, v srdci 5 333 Bq/kg. Účinným transportním prostředkem pro radiocesium je mateřské mléko. Děti zemřely na: sepsi, degeneraci mozku, hnisavé krvácení, poruchu srdce, tedy nikoliv na rakovinu.
- V tělech 51 dětí do 10 let věku nalezli 2 až 3krát větší koncentrace radiocesia než u dospělých. Nejvyšší úrovně byly ve štítné žláze (2 054 Bq/kg), nadledvinách (1 576 Bq/kg), slinivce (1 359 Bq/kg).

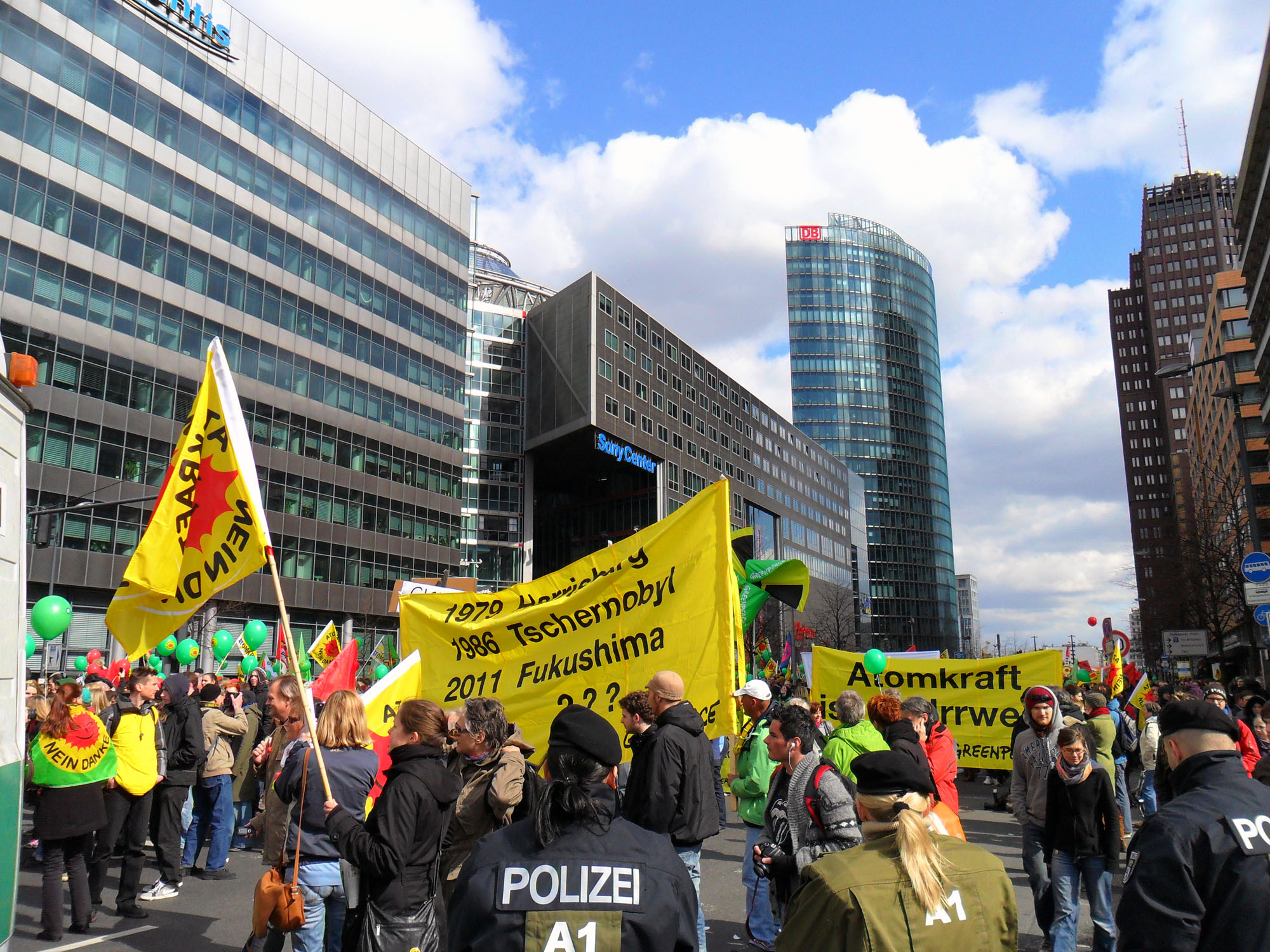
Němečtí protijaderní aktivisté si připomínají havárie jaderných elektráren Three Mile Island, Černobyl a Fukušima.

Vzorky byly měřeny ukrajinskými a německými přístroji, pro kontrolu byly vzorky dvakrát přeměřeny ve Francii.
Studie konstatovala, že dříve byly školní děti posílány jednou ročně na měsíční ozdravný pobyt ze zasažené zóny, a ve školní jídelně dostávaly zdarma nekontaminované jídlo. Z úsporných důvodů byl pobyt v sanatoriu zkrácen a některé kontaminované oblasti prohlášeny za „čisté“, což ukončilo dodávku dekontaminované školní stravy. Studie požadovala pokračování, jelikož kontaminovaná zemědělská půda začala být obdělávána, čímž se radiocesium dostalo do oběhu.
Studie byla publikována v roce 2003, v době, kdy byl profesor Bandaževský ve výkonu osmiletého trestu za údajné přijetí úplatku. Po čtyřech letech mezinárodních protestů a petic byl propuštěn.

#### 20 let poté: další studie
Podle zprávy Černobylského fóra, sdružujícího osm agentur OSN včetně Světové zdravotnické organizace (WHO), s výjimkou 4000 případů rakoviny štítné žlázy u dětí, které se podařilo ve většině případů úspěšně vyléčit, neexistuje vědecký důkaz, že by v zasažených oblastech Ukrajiny, Běloruska a Ruska došlo v důsledku havárie v Černobylu ke zvýšenému výskytu rakoviny, leukemie nebo vrozených vad. Podle BBC zvýšený výskyt rakoviny štítné žlázy u dětí souvisí s distribucí kontaminovaného mléka v době havárie.
V roce 2005 bylo v studii MAAE množství lidí, kteří zemřou na rakovinu způsobenou katastrofou, odhadováno na 9 000 až 10 000.
„Jiná zpráva o Černobylu“ (Fairlie, Sumner, 2006) odhaduje množství lidí, kteří v budoucnu zemřou na rakovinu způsobenou katastrofou, na 30 000 až 60 000. MAAE se zabývá pouze populací tří států (Bělorusko, Ukrajina, Rusko), zatímco dle této zprávy více než polovina radioaktivního spadu skončila na nesovětských územích Evropy. Avšak podle jiných zpráv přibližně 60 % radioaktivního spadu skončilo v Bělorusku.

## Elektrárna po havárii
Problémy samotné elektrárny katastrofou ve 4. reaktoru neskončily. Ukrajinská vláda ponechala kvůli nedostatku elektřiny v zemi tři zbývající reaktory v provozu. V roce 1991 poškodil požár kabelové vedení reaktoru číslo 2 a odpovědní činitelé prohlásili, že je neopravitelně poškozené; reaktor byl poté odstaven. Reaktor číslo 1 byl odstaven v listopadu 1996 jako část dohody mezi ukrajinskou vládou a mezinárodními organizacemi jako je MAAE o ukončení činnosti elektrárny. 15. prosince 2000 ukrajinský prezident Leonid Kučma přes živé vysílání sledoval odstavení 3. bloku a nařídil otočit přepínač nouzového odstavení reaktoru AZ-5. Tím nechal definitivně odstavit celou elektrárnu. Černobylskou elektrárnu nahradily reaktory Záporoží-6 v roce 1996, Rovno-4 a Chmelnycky-2 v roce 2004.

### První sarkofág

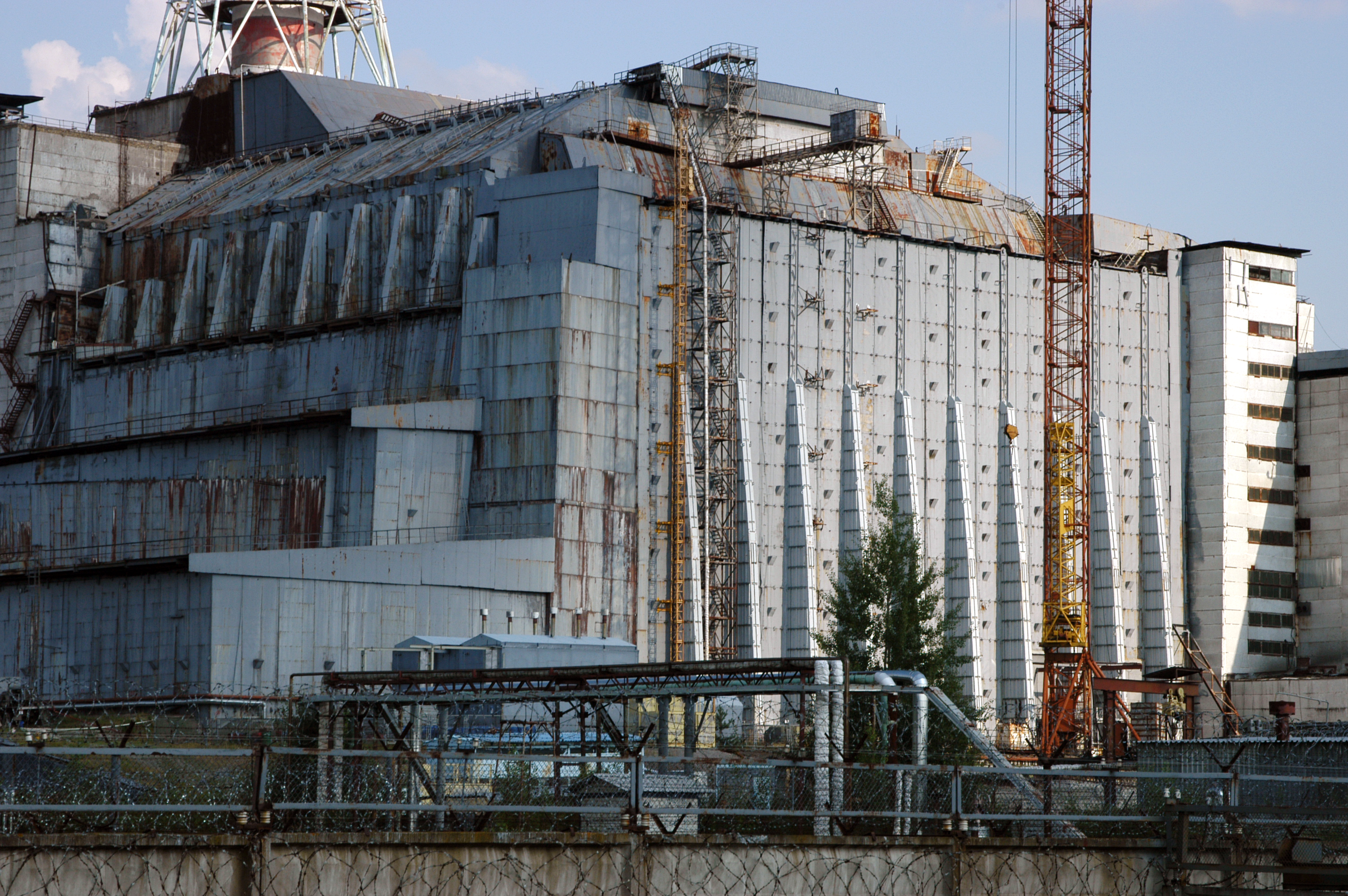
Sarkofág provizorně uzavírající 4. blok černobylské elektrárny (červenec 2005)

Sarkofág je ocelobetonová konstrukce, která zakrývá budovu reaktoru č. 4. Navrhování sarkofágu začalo 20. května 1986, výstavba trvala od června do konce listopadu téhož roku. Sarkofág ale nedokáže trvale účinně uzavřít zničený čtvrtý reaktor. Jeho chvatná konstrukce, v mnoha případech prováděná na dálku průmyslovými roboty, má za následek jeho rychlé stárnutí a pokud by se zhroutil, mohl by se uvolnit další mrak radioaktivního prachu.
Pod sarkofágem zůstalo po havárii asi 95 % paliva reaktoru, což představuje radioaktivitu asi 18 MCi = 0,67 EBq. Radioaktivní materiál se skládá ze zbytků aktivní zóny reaktoru, prachu a lávě podobných „palivo obsahujících materiálů“ (FCM), které ztuhly do keramické formy. V reaktoru byl popsán i nový nerost – černobylit. Podle střízlivých odhadů se pod železobetonovým obalem nachází také nejméně 4 tuny radioaktivního prachu.
Do sarkofágu prosakovala voda, kterou bylo nutno odčerpávat a ukládat jako radioaktivní odpad. Vysoká vlhkost uvnitř krytu přispívá ke korozi jeho ocelové konstrukce a následnému úniku radioaktivity.[zdroj⁠?!]

### Nový kryt

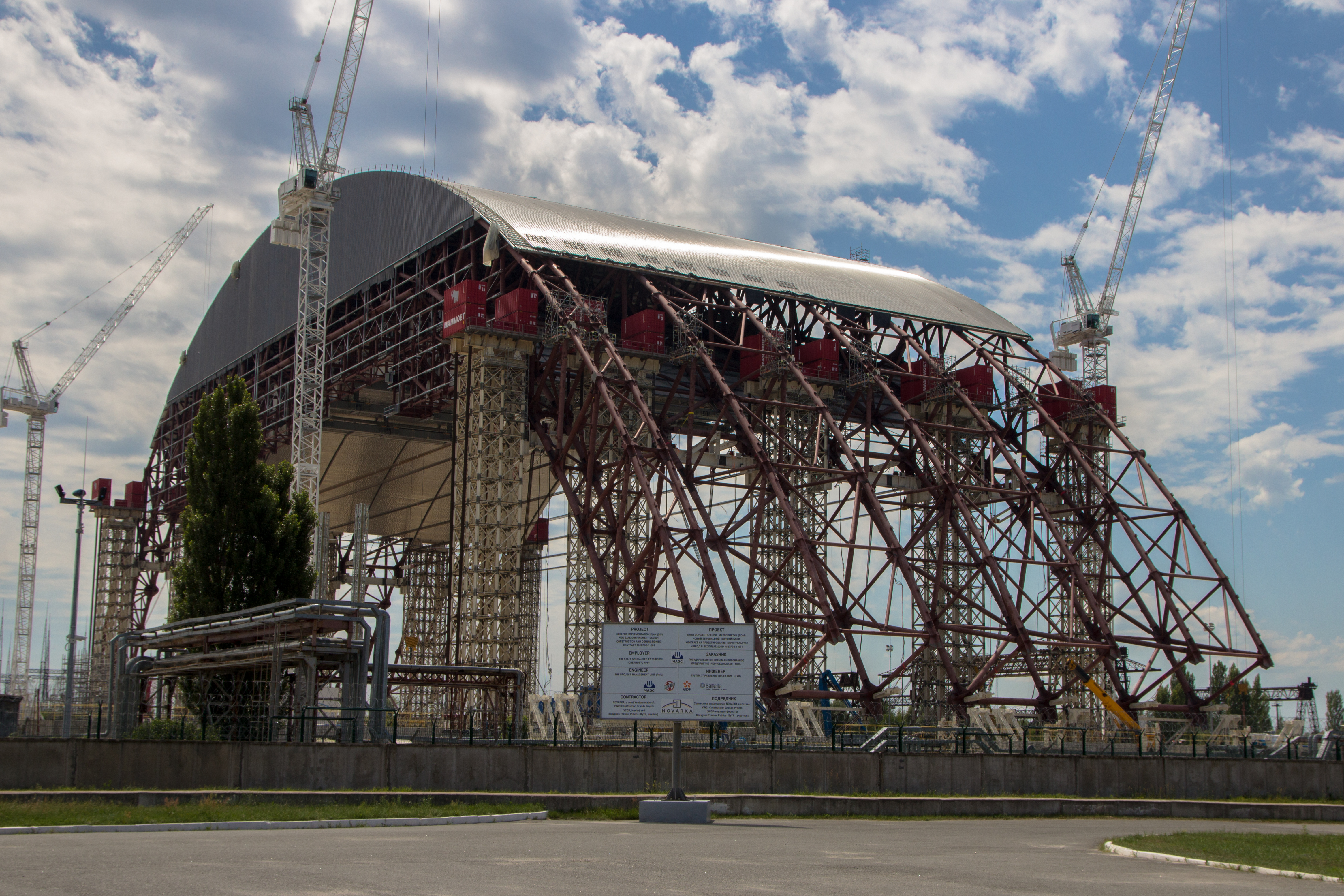
Stavba nového krytu (červen 2013)

Nový kryt je navržen tak, aby zabránil úniku radioaktivních látek do okolí, chránil reaktor před povětrnostními vlivy a umožnil bezpečné rozebrání původního sarkofágu a pozůstatků reaktoru. Je to oblouková konstrukce profilu obrácené řetězovky vysoká 108 m, dlouhá 162 m a široká 257 m. Výstavba krytu probíhala od září 2010, kryt byl dokončen, nasunut nad původní sarkofág v roce 2016 a zprovozněn na přelomu let 2018 a 2019.

## Odraz v kultuře
Havárii, jejím dopadům, či prostředí Černobylské elektrárny a opuštěných okolních měst se věnuje řada dokumentárních filmů. Natočeny byly také celovečerní dramatické snímky inspirované skutečnou událostí, i filmy zcela fikční (sci-fi, horor). Roku 2013 byl odvysílán ukrajinský seriál Metelyky, který se odehrává v Pripjati v době nehody. V roce 2019 vznikl dramatický britsko-americký seriál Černobyl zachycující průběh havárie a její řešení.
V roce 2019 nazpívala metalová skupiny Dymytry píseň „Chernobyl“ (z alba Revolter).
Série videoher od ukrajinského studia GSC Game World S.T.A.L.K.E.R. se odehrává v oblasti zasažené havárií.